# José Casariego
José Casariego, alias El estudiante (Castropol, 1809 - México) fue un militar carlista asturiano. 

## Biografía
Se traslada a Oviedo para estudiar en la universidad de Oviedo la carrera eclesiástica, aunque no llegó a ordenarse.
En 1834 se alista voluntario al ejército carlista de Navarra, de Zumalacárregui. Dos años más tarde, en 1836, obtiene el grado de capitán.
En 1840 finaliza la guerra con el grado de teniente coronel del Ejército Real trasladándose a Galicia. Sale de Galicia instalándose en Portugal y de allí se traslada a México.
Fallece en México durante una contienda contra las tropas norteamericanas
- Datos: Q5938850